# Пуерто-Кастилья
Пуерто-Кастилья (ісп. Puerto Castilla) — муніципалітет в Іспанії, у складі автономної спільноти Кастилія-і-Леон, у провінції Авіла. Населення — 113 осіб (2010).
Муніципалітет розташований на відстані близько 160 км на захід від Мадрида, 90 км на південний захід від Авіли.
На території муніципалітету розташовані такі населені пункти: (дані про населення за 2010 рік)
- Пуерто-Кастилья: 92 особи
- Сантьяго-де-Аравальє: 21 особа

## Демографія
Динаміка населення (INE ):